# Zell Am See WCT
Lo Zurich WCT è stato un torneo di tennis facente parte del World Championship Tennis giocato nel 1982, dal 12 al 18 luglio, a Zell Am See in Austria su campi in terra rossa.

## Albo d'oro

### Singolare
| Anno | Vincitore       | Finalista       | Punteggio          |
| ---- | --------------- | --------------- | ------------------ |
| 1982 | José Luis Clerc | Heinz Günthardt | 6–0, 3–6, 6–2, 6–1 |

### Doppio
| Anno | Vincitori                   | Finalisti                      | Punteggio     |
| ---- | --------------------------- | ------------------------------ | ------------- |
| 1982 | Wojciech Fibak Bruce Manson | Sammy Giammalva Tony Giammalva | 6–7, 6–4, 6–4 |